# Motjeka Madisha
Motjeka Madisha (Pretoria, 1995. január 12. – Kempton Park, 2020. december 12.) válogatott dél-afrikai labdarúgó, hátvéd.

## Pályafutása
2014–15-ben az M Tigers, 2015–16-ban a Highlands Park, 2016 és 2020 között a Mamelodi Sundowns labdarúgója volt. A Mamelodival három bajnoki címet szerzett.
2015 és 2020 között 13 alkalommal szerepelt a dél-afrikai válogatottban és egy gólt szerzett.
2020. december 12-én közlekedési baleset áldozata lett.

## Sikerei, díjai
Mamelodi Sundowns
- Dél-afrikai bajnokság
  - bajnok (3): 2017–18, 2018–19, 2019–20